# Обручение в монастыре
«Обруче́ние в монастыре́» (другое название — «Дуэнья») — опера С. С. Прокофьева на либретто композитора на основе либретто Р. Б. Шеридана к опере Т. Линли «Дуэнья». Автором стихотворных текстов выступила Мира Мендельсон. Работа над оперой была окончена в 1940 году. Премьера состоялась 3 ноября 1946 года в Кировском театре, (Ленинград).

## История создания
Названием оперы по первоначальному замыслу было «Мендоза». Премьера проходила под названием «Дуэнья». Впоследствии опера стала называться «Обручение в монастыре».
Вопреки распространённому мнению о соавторстве Миры Мендельсон в составлении либретто, Сергей Прокофьев неоднократно заявлял в печати о самостоятельной работе над ним: «Я сам написал либретто»; «Либретто оперы я делал сам». Вклад Мендельсон был резюмирован записью композитора в автографе клавира оперы: «Стихотворные тексты Миры Мендельсон, за исключением песенок монахов и Дуэньи, написан[ных] мною. СП». Таким образом, Мира Мендельсон сотрудничала с композитором и принимала активное участие в работе над написанием либретто, но его соавтором не является.
На афише спектакля в день мировой премьеры было указано: «Либретто Сергея Прокофьева по одноименной комедии Шеридана. Стихотворные тексты Миры Мендельсон». В описаниях постановок настоящего времени значится: «Либретто композитора по комедии Ричарда Бринсли Шеридана «Дуэнья». Стихотворные тексты Миры Мендельсон-Прокофьевой». Тем не менее, встречается указание на соавтроство М. Прокофьевой-Мендельсон (Sic!) — с изменённой двойной фамилией вместо принятого музыковедами в начале 1970-х годов варианта Мендельсон-Прокофева.

## Действующие лица
- Дон Жером, севильский дворянин (тенор)
- Фердинанд и Луиза, его дети (баритон и сопрано)
- Дуэнья при Луизе (контральто)
- Антонио (тенор),
- Клара, подруга Луизы (меццо-сопрано),
- Мендоза, богатый рыботорговец (бас),
- Дон Карлос, обедневший дворянин, приятель Мендозы (баритон),
- Отец Августин, настоятель монастыря (баритон);
- монахи: Отец Елустаф (тенор), Отец Шартрез (баритон), Отец Бенедиктин (бас); 1-й послушник (тенор), 2-й послушник (тенор),
- Лауретта, служанка Луизы (сопрано),
- Розина, служанка Клары (контральто или меццо-сопрано),
- Лопез, слуга Фердинанда (тенор),
- Приятель дон Жерома (без слов, играет на корнет-а-пистоне),
- Само, слуга дон Жерома (без слов, играет на большом барабане).

Слуги, служанки, монахи, монахини, гости, маски, торговки.

## Постановки
- 1946 — 3 ноября мировая премьера в Театре имени Кирова, дирижёр — Борис Хайкин, режиссёр — Илья Шлепянов, художники — Татьяна Бруни, Илья Шлепянов; хореограф — Нина Анисимова. С первого показа до 28 декабря 1947 года прошло 13 спектаклей[5]
- 1996 — 14 сентября Мариинский театр, дирижёр — Валерий Гергиев, режиссёр — Владислав Пази, художник-постановщик — Алла Коженкова, хореограф — Николай Реутов. Со дня премьеры постановки до 29 марта 2016 года прошло 37 спектаклей[6]
- 2019 — Берлинская государственная опера Unter den Linden, дирижёр-постановщик — Даниэль Баренбойм, постановщик — Дмитрий Черняков

## Аудиозаписи
- 1963 — Солисты, хор и оркестр Музыкального театра им. Станиславского и Немировича-Данченко под управлением Кемала Абдуллаева. Фирма «Мелодия», 3 пластинки Д 012283-8[9], выпуск 2011 года на компакт-дисках MEL CD 1001849[10]
- 1990 — Солисты, хор и оркестр Большого театра под управлением Александра Лазарева, SUCD 10 00429 (3 CD)[11]
- 1998 — Солисты, хор и оркестр Мариинского театра под управлением Валерия Гергиева

## Сюита «Летняя ночь»
В 1950 году С. С. Прокофьев окончил симфоническую сюиту «Летняя ночь», op. 123. Части Серенада и Менуэт взяты из Танцевальной сюиты, остальные создавались на музыкальном материале оперы «Обручение в монастыре». Произведение исполняется около 20 минут и состоит из 5 частей: 
1. Вступление Moderato, ma con brio
2. Серенада Adagio
3. Менуэт
4. Мечты (ноктюрн) Andante tranquillo
5. Танец Allegretto

Партитура сюиты «Летняя ночь» была опубликована издательством «Музыка» в 1965 году.